# Sangha-Yarcé
Pour les articles homonymes, voir Sangha et Sanga.
Ne doit pas être confondu avec Sangha (Burkina Faso) ou Sangha-Peulh.
Sangha-Yarcé ou Sanga-Yarcé est un village du département et la commune rurale de Sangha (ou Sanga), situé dans la province du Koulpélogo et la région du Centre-Est au Burkina Faso.

## Géographie

### Démographie
| 2006  | 2019 |
| ----- | ---- |
| 1 098 | -    |

## Administration
Le village est rattaché, avec Sangha-Peulh, à la commune de Sangha (ou Sanga).